# Любчо Тодоров
Любчо Спасов Тодоров е български офицер, генерал-лейтенант.

## Биография
Роден е на 24 март 1964 г. в благоевградското село Брежани. През 1987 г. завършва Военното училище „Васил Левски“ във Велико Търново. От 1987 до 1990 г. е командир на танков взвод, а след това до 1994 г. е командир на танкова рота. Между 1994 и 1996 г. учи във Военната академия „Г.С. Раковски“. От 1996 до 1998 г. е помощник-началник щаб по разузнаването в мотострелкови полк. В периода 1998 – 2001 г. е командир на отделен картечно-артилерийски батальон (ОКАБ). След това е назначен за командир на отделен механизиран батальон (2002 – 2006). От 2006 до 2008 г. е началник на щаба на бронетанкова бригада. През 2008 г. отново учи във Военната академия и завършва факултет „Национална сигурност и отбрана“ на следващата година. От 2009 до 2010 г. е Началник на щаба на център за подготовка на танкови подразделения. През 2010 г. е назначен за началник на щаба на Сухопътни войски. На следващата година е началник на канцеларията на командира на Сухопътните войски. На 17 октомври 2012 г. е назначен на длъжността командир на 2-ра механизирана бригада и удостоен с висше офицерско звание бригаден генерал, считано от 1 ноември 2012 г. На 28 април 2014 г. е освободен от длъжността командир на 2-ра механизирана бригада и назначен за заместник-командир на Сухопътните войски, считани от 30 юни 2014 г.
С указ № 17 от 16 февруари 2015 г. бригаден генерал Любчо Тодоров е освободен от длъжността заместник-командир на Сухопътните войски, назначен на длъжността командващ на Съвместното командване на силите и удостоен с висше офицерско звание генерал-майор, считано от 30 юни 2015 г. С указ № 228 от 1 юли 2016 г. е удостоен с висше офицерско звание генерал-лейтенант, считано от 30 юни 2016 година. С указ № 210 от 17 август 2021 г. е освободен от длъжността командващ на Съвместното командване на силите и назначен за съветник на Върховния главнокомандващ на въоръжените сили по военната сигурност и двете считани от 1 септември 2021 г. На 24 март 2024 г. е освободен от длъжността съветник на Върховния главнокомандващ на въоръжените сили по военната сигурност и от военна служба. Награден е с орден „За военна заслуга“, I степен.

## Образование
- ВНВУ „Васил Левски“ – гр. Велико Търново (1983 – 1987)
- Военна академия „Г.С.Раковски“ (1994 – 1996)
- Военна академия „Г.С.Раковски“, Факултет „Национална сигурност и отбрана“ – (2008 – 2009)

## Военни звания
- Лейтенант (1987)
- Старши лейтенант (1990)
- Капитан (1992)
- Майор (1996)
- Подполковник (1999)
- Полковник (2006)
- Бригаден генерал (1 ноември 2012)
- Генерал-майор (30 юни 2015)
- Генерал-лейтенант (30 юни 2016)

## Награди
- Награден знак „За вярна служба под знамената“ – ІІІ ст. (2001)
- Награден знак „За принос към Министерството на отбраната“ (2014)